# Wilhelm Frank (Polizist)
Heinrich Johann Wilhelm Frank (* 22. Juni 1885 in Schlesin, Kreis Ludwigslust; † 2. August 1960 in München) war ein deutscher Verwaltungsjurist und Polizeibeamter. Frank war von 1929 bis 1933 Leiter der Politischen Abteilung der Münchener Polizeidirektion und seit 1950 Leiter des Bayerischen Landesamtes für Verfassungsschutz.

## Leben und Tätigkeit
Frank war von Hause aus Verwaltungsjurist.
Von 1929 bis März 1933 amtierte Frank als Leiter der Politischen Abteilung (Abteilung VI) der Münchener Polizeidirektion. Offizielle Aufgabe dieser Stelle war die „Beobachtung und Verfolgung gegen den Bestand und die Sicherheit des Staates, gegen seine Verfassung und seinen wirtschaftlichen Grundlagen gerichteten Bestrebungen“. In seiner Stellung als Leiter der Politischen Polizei oblag Frank u. a. während der letzten vier Jahre der Weimarer Republik auch die Leitung von polizeilichen Maßnahmen (Verhaftungen, polizeiliche Ermittlungen usw.), die sich gegen die nationalsozialistische Bewegung in München aufgrund von Handlungen wie gewaltsamen Ausschreitungen, Überfällen auf politisch Andersdenkende, Geheimbündelei und dergleichen richteten.
Zu Franks Untergebenen als Leiter der Politischen Abteilung der Münchener Polizeidirektion gehörten zahlreiche später von den Nationalsozialisten übernommene und „umgedrehte“ Polizeifunktionäre, die vor 1933 die Nationalsozialisten beobachtet und bekämpft hatten, dann aber seit 1933 einen wesentlichen Teil der personellen Basis der Führungskader der von Heinrich Himmler und Reinhard Heydrich als Teil des SS-Apparates aufgebaute Geheimpolizei des NS-Regimes bildeten: In diesem Zusammenhang wären Mitarbeiter von Frank wie sein Stellvertreter Jakob Beck, Heinrich Müller, Franz Josef Huber, Reinhard Flesch und Josef Meisinger zu nennen.
Nach der Übernahme der Regierungsgewalt in Bayern durch die Nationalsozialisten im März 1933 wurde Frank von den neuen Machthabern von seinem Posten als Leiter der Politischen Abteilung der Polizeidirektion München abgesetzt. Die Leitung der Politischen Abteilung übernahm der damals erst 28-jährige Leiter des Nachrichtendienstes der SS (SD) Reinhard Heydrich. Frank war einer von nur zehn Beamten der bisher 115 Mann starken Politischen Abteilung der Münchener Polizeidirektion, die die Nationalsozialisten im Frühjahr 1933 aus dem Dienst entfernten. Die Übrigen wurden in die in den folgenden Wochen gegründete Bayerische Politische Polizei übernommen und wechselten zum Teil 1934 in das Geheime Staatspolizeiamt nach Berlin über.
Offiziell begründet wurde Franks Absetzung damit, dass „Frank […] sich als Leiter der politischen Abteilung in derart starken Gegensatz zur nationalsozialistischen Bewegung gesetzt“ habe und „auch dementsprechend in der Öffentlichkeit angegriffen worden“ sei, „daß seine Verwendung an einer Polizeidirektion oder einem Bezirksamt zur Zeit nicht in Frage kommen“ könne.
Nach dem Zweiten Weltkrieg wurde Frank zum ersten Leiter des Bayerischen Landesamtes für Verfassungsschutz ernannt, einer Behörde, die am 1. November 1950 ihre Arbeit aufnahm. Diese Stellung hatte er vom November 1950 bis August 1951 inne. Sein Nachfolger in dieser Stellung wurde Karl Kurz.